# Изаскун Мануел Љадос
 Изаскун Мануел Љадос је шпанска параолимпијска алпска скијашица . Учествовала је на Зимским Параолимпијским играма у Лилехамеру 1994 . Освојила је две медаље, једну сребрну и једну бронзану.

## Каријера
На Зимским параолимпијским играма 1994. у Лилехамеру, завршила је друга у слаломској трци, у времену 2:38,84; на подијуму, на 1. месту шведска атлетичарка Аса Бенгтсон за 2: 14,24 и на 3. месту италијанска атлетичарка Силвија Паренте за 4: 09,33. Она је у спусту завршила као трећа, за 1:38,74, иза Новозеланђанке Џоан Дафи за 1:28,58 и земљакиње Магде Амо за 1:37,87. Такмичила се и у другим дисциплинама, завршивши на седмом месту у велеслалому са временом 3:21.07, и осмом у супергиганту за 1:41.82.